# Boppeslach
Boppeslach (Fries: bovenslag of hele goede slag (uit de kaatssport): ook wel vertaald als buitenkans(je), succes of meevaller) is de titel van het voormalig sportprogramma van Omrop Fryslân, een Friestalige regionale omroep.
Iedere maandag werd een zo compleet mogelijk overzicht gegeven van de sport in Friesland. De presentatie van het programma werd voornamelijk in het Fries gedaan.

## Stâl Boppeslach
Sinds 2020 gebruikt het samenwerkingscollectief Stâl Boppeslach de naam van het voormalig Friese sportprogramma. Stâl Boppeslach is een samenwerkingscollectief van bedrijven en particulieren. Ze zijn gestart om maatschappelijke initiatieven financieel te kunnen steunen en daarvoor ook aandacht te genereren voor de drafsport. Het collectief laat haar dravers uitsluitend koersen om geld bijeen te lopen voor het goede doel. In 2020 maakt ze zich sterk voor Sportstichting Dol Fijn. Een lokaal initiatief dat samen met haar vrijwilligers sportactiviteiten organiseert in Fryslân voor mensen met een lichamelijke en/of geestelijk beperking.

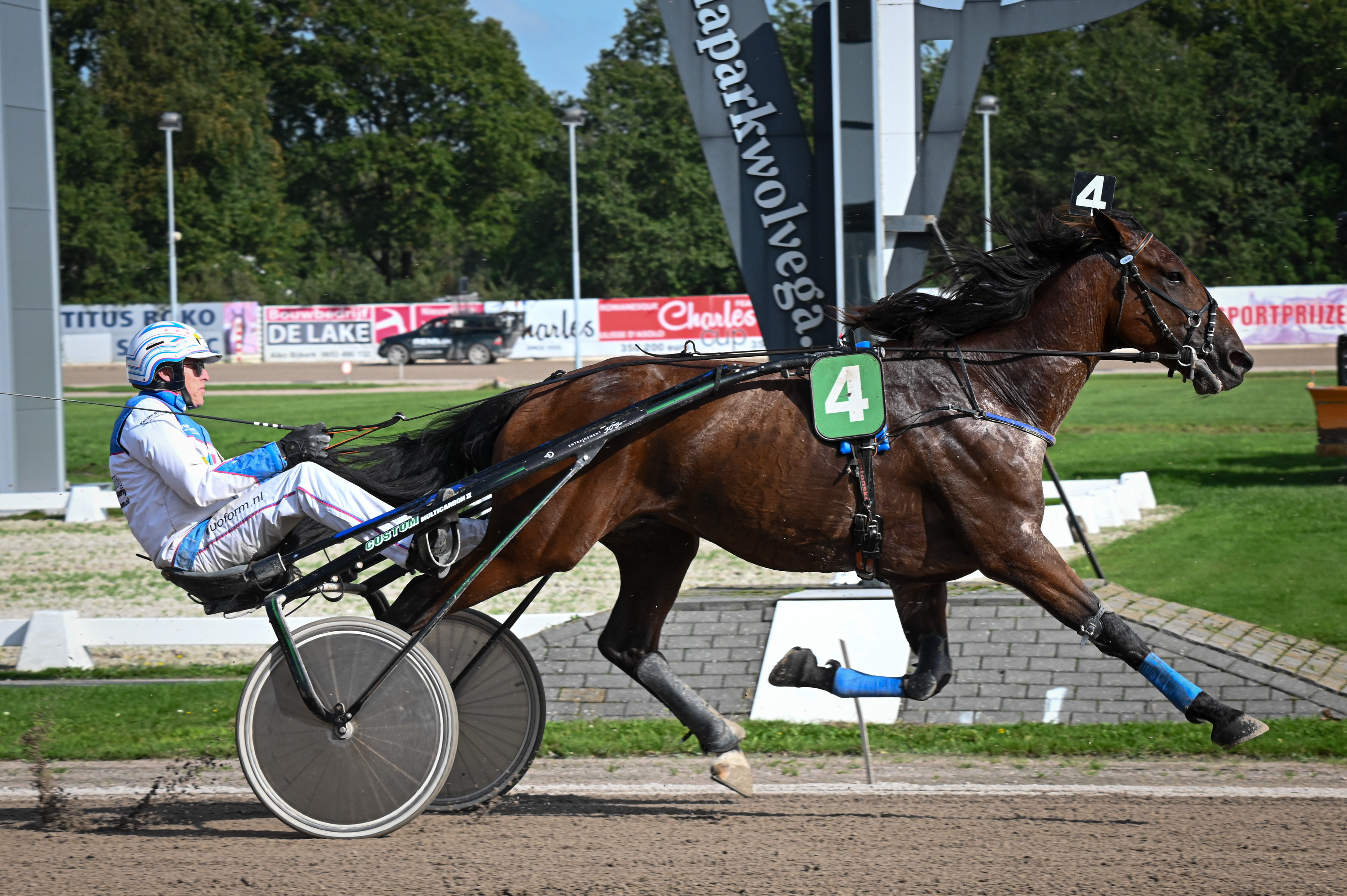
Draver Fado de Padd koerst als 2e over de finish tijdens zijn debuut voor Stâl Boppeslach. Hij wint met zijn prestatie prijzengeld voor het goede doel.